# Rocas de Stenness
Las Rocas de Stenness, o Piedras de Stenness, son un monumento neolítico situado en las islas Orcadas, en Escocia. Se sitúa en un promontorio en la ribera sur de un río que se conecta con el extremo sur de los lagos Stenness y Harray. El nombre proviene de una palabra en nórdico antiguo que significa "cabo rocoso". Varios puentes cruzan ahora este arroyo, pero antiguamente solo podía cruzarse por una calzada de piedra. El Anillo de Brodgar se encuentra a aproximadamente 1,2 km al noroeste, al otro lado del río y cerca del istmo formado entre los dos lagos. La tumba abovedada de Maeshowe está también a 1,2 km al este, y en las proximidades de Stenness pueden encontrarse otros monumentos similares, lo que parece indicar que esta área tenía una importancia ritual especial. Las rocas de Stenness y el resto de monumentos neolíticos cercanos, entre ellos el poblado de Skara Brae, fueron declarados Patrimonio de la Humanidad por la Unesco en 1999.

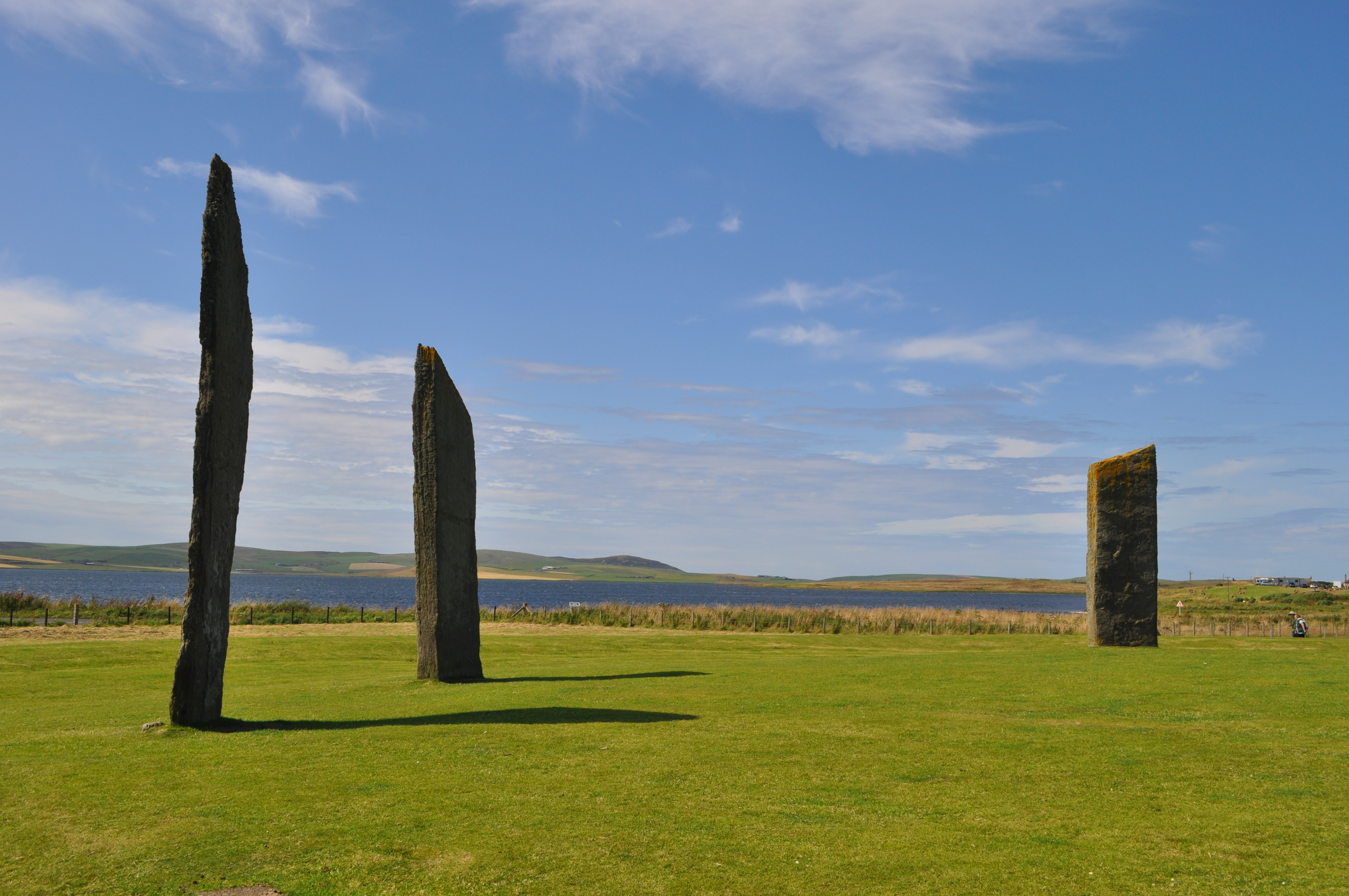
Rocas de Steness.

Las rocas del monumento son bloques delgados de piedra, de un grosor aproximado de 300 mm. De cuatro o hasta cinco metros de altura, originalmente formaban una elipse de 12 rocas de unos 32 m de diámetro, en una superficie llana de 44 m rodeada por un foso. El foso está cortado en la roca y tiene hasta 2 metros de profundidad y siete de anchura, y está rodeado por un terraplén de tierra, y con una sola entrada hacia el norte. La entrada está alineada hacia el asentamiento neolítico de Barnhouse, recientemente encontrado junto al Lago Harray. Una de las piedras, conocida como Watch Stone o "piedra vigía" se sitúa fuera del círculo, al noroeste, y tiene una altura de 5,6 m. También hay otras rocas más pequeñas, como una piedra cuadrada situada en el centro del círculo, en la que se ha encontrado restos de cerámica, hueso y carbón; en el foso se han encontrado también restos animales. Los restos de cerámica relacionan además este monumento con Skara Brae y con Maeshowe, lo que, junto con otros indicios, hace pensar que este monumento data del año 3000 a. C.
El círculo de rocas de Stenness estuvo vinculado con diversas tradiciones y rituales hasta el siglo XVIII, relacionados con deidades nórdicas. Walter Scott visitó el lugar en 1814, pero poco después un granjero decidió retirar las rocas, comenzando, en diciembre de 1814 con la destrucción de la legendaria Piedra de Odín. Su actuación provocó un gran rechazo, por lo que el granjero se detuvo después de haber destruido una roca y derribado otra, que fue posteriormente restablecida junto con una inexacta reconstrucción del interior del círculo, en 1906. El resto de las piedras han sobrevivido al paso del tiempo, creando una estructura similar a la del Anillo de Brodgar o Stonehenge.
La cantante Loreena McKennitt canta en la canción Standing Stones de su álbum Parallel Dreams una historia de amor que tiene a este monumento neolítico cómo parte de ella.